# Biserica medievală din Vulcan

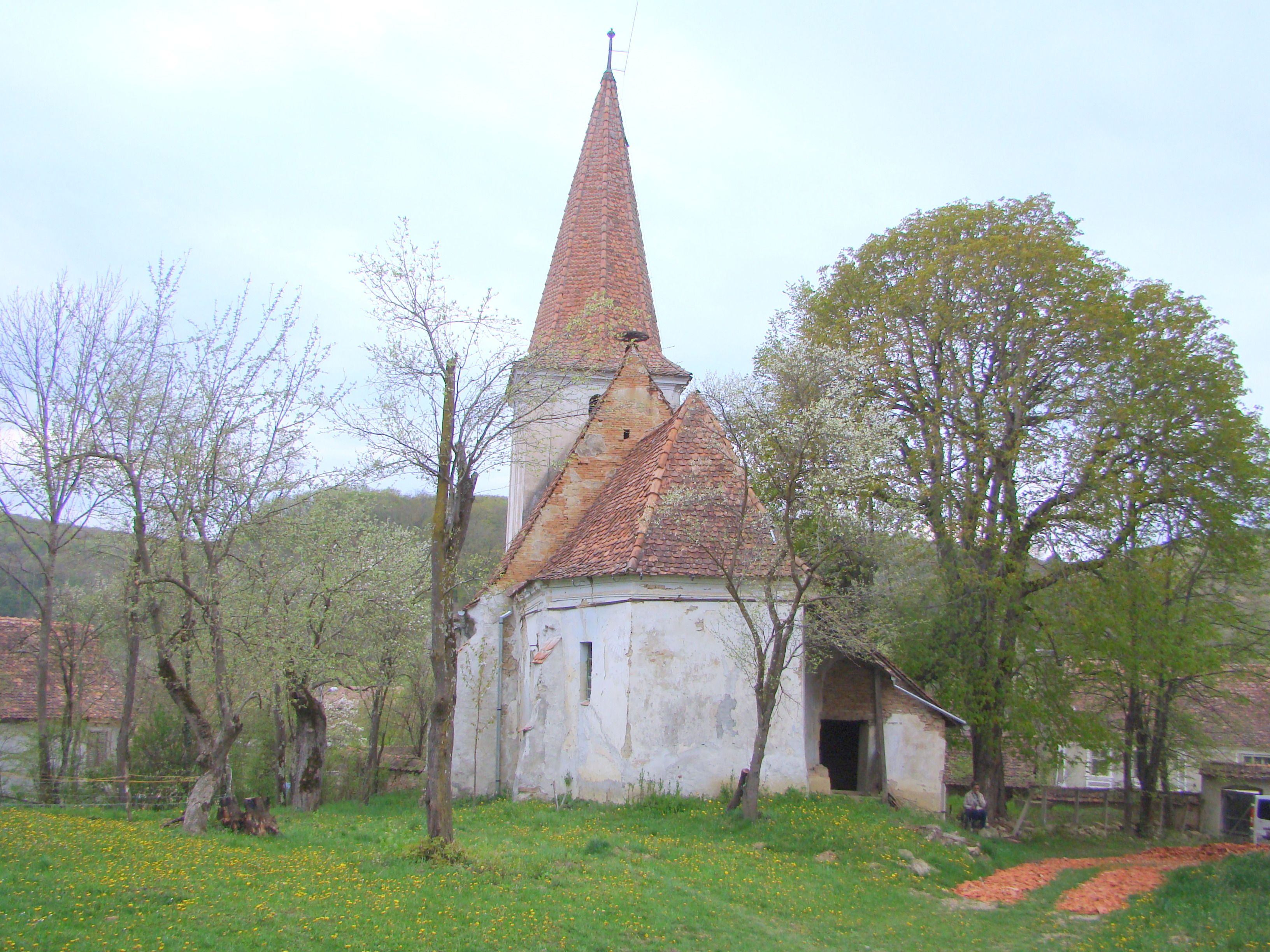
Biserica evanghelică din Vulcan, comuna Apold, județul Mureș, foto: aprilie 2019.

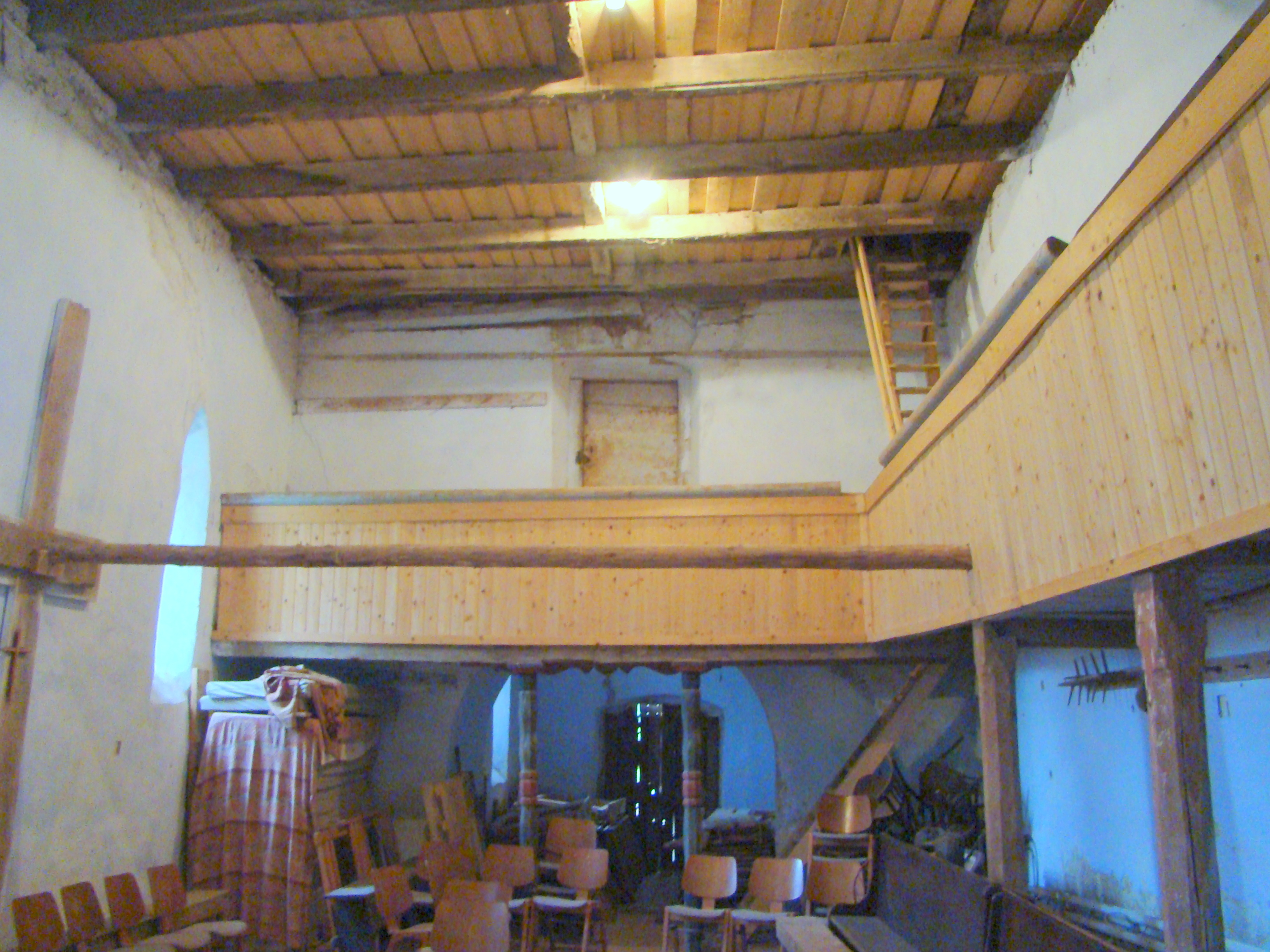
Interiorul bisericii

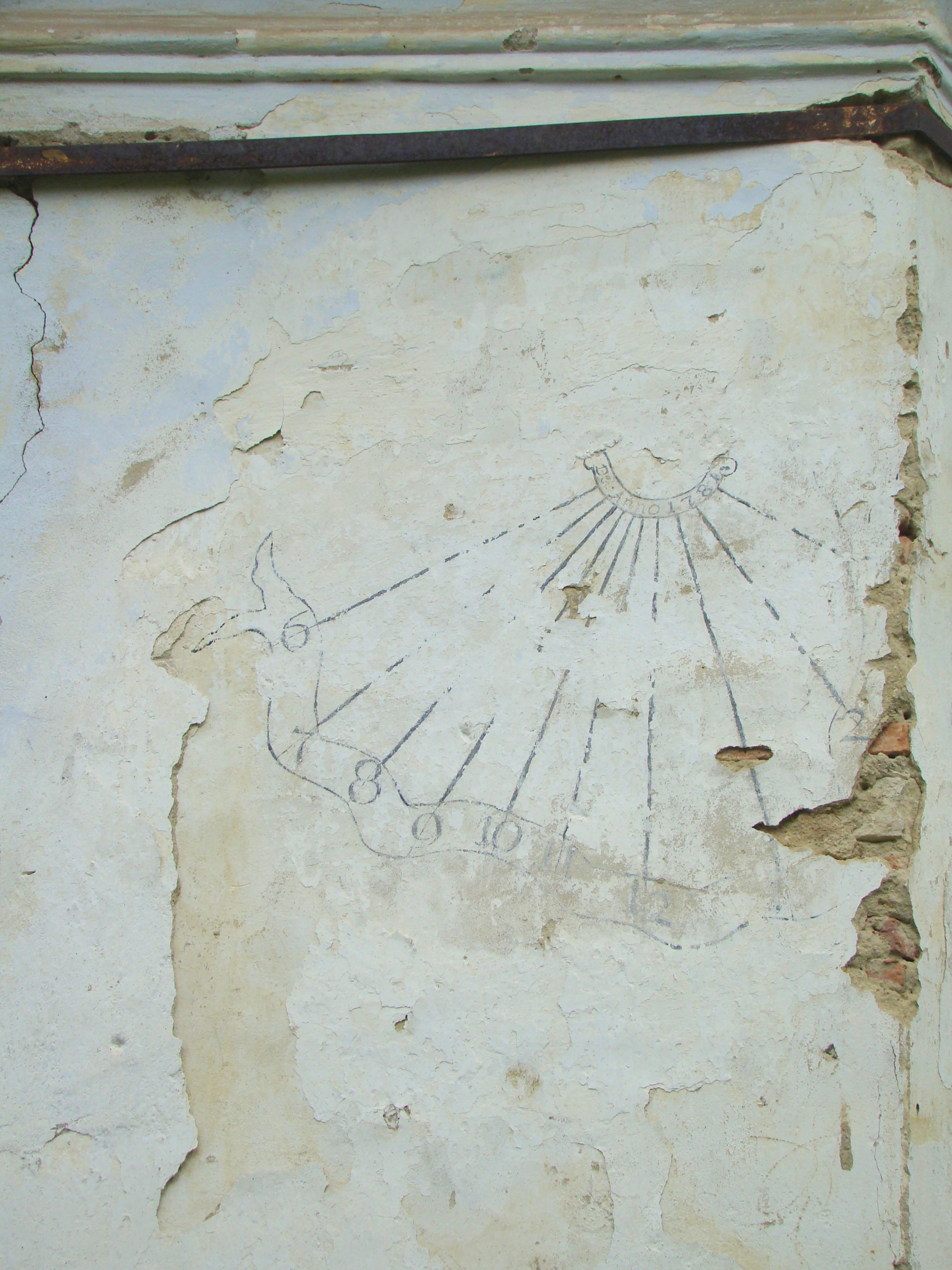
Ceasul solar

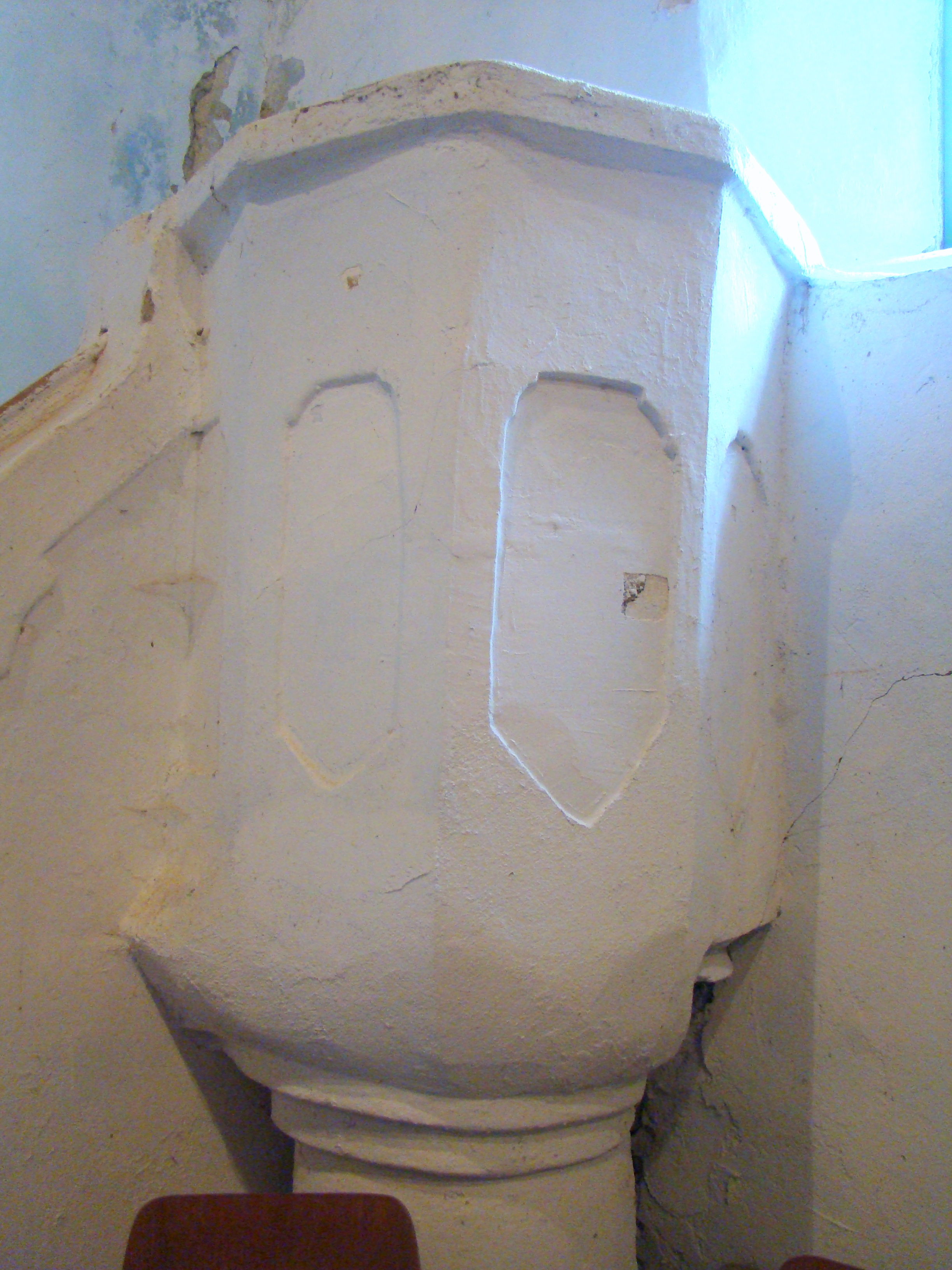
Amvonul

Biserica evanghelică din Vulcan este un monument istoric aflat pe teritoriul satului Vulcan, comuna Apold. În Repertoriul Arheologic Național, monumentul apare cu codul 115227.03.

## Localitatea
Vulcan, mai demult Vâlcandorf, Vâlcândorf, Vălcăndorf, Vâlcindorf, Volcan (în dialectul săsesc Wulkenderf, Vulkendref, Vulkndref, în germană Wolkendorf, în maghiară Volkány) este un sat în comuna Apold din județul Mureș, Transilvania, România.

## Biserica
Biserica a fost edificată la începutul secolului al XIV-lea (cca 1300), ca bazilică romanică (se păstrează tabernaculul pe peretele de nord) și fortificată la începutul secolului al XVI-lea (1500-1520). Biserica din Vulcan a avut o orgă construită în anul 1908 de Carl Einschenk. În primăvara anului 2002, când tavanul casetat al bisericii a fost demontat de către reprezentanți ai Consistoriului și mutat la Sibiu, orga era încă acolo. În iulie 2003, orga nu mai era acolo. Pare să fi fost dezmembrată foarte atent, nu au existat semne de devastare.
Dezafectată cultului, biserica evanghelică din Vulcan se află într-o stare avansată de degradare: fundațiile sunt instabile datorită pantei și a terenului lutos, alunecos. Zidurile sunt fisurate și crăpate în partea sudică, unde panta are un unghi mai mare. Stratul de tencuială vechi, estimativ din secolul al XVIII-lea, prezintă numeroase fisuri și crăpături.

## Imagini din exterior

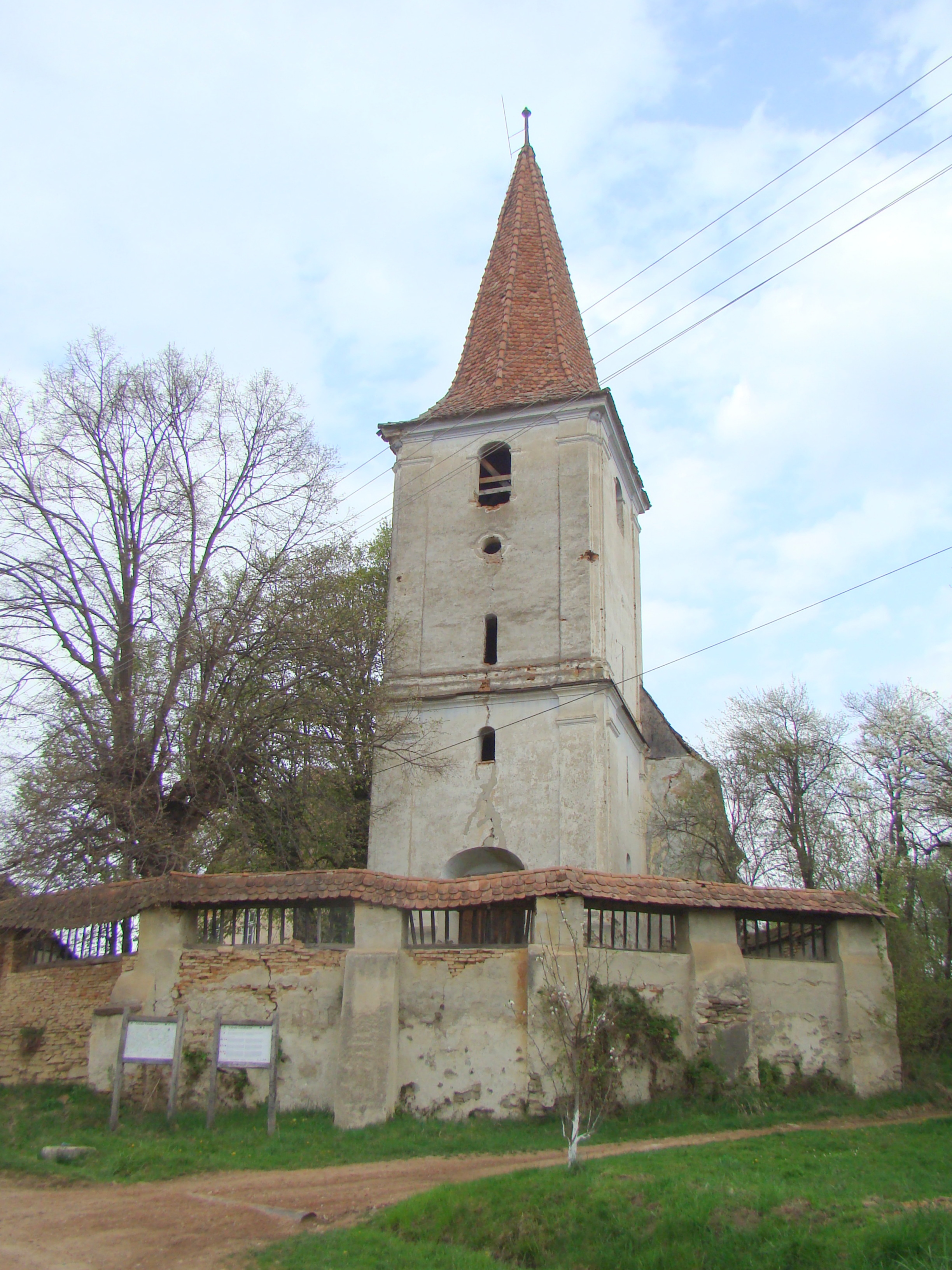
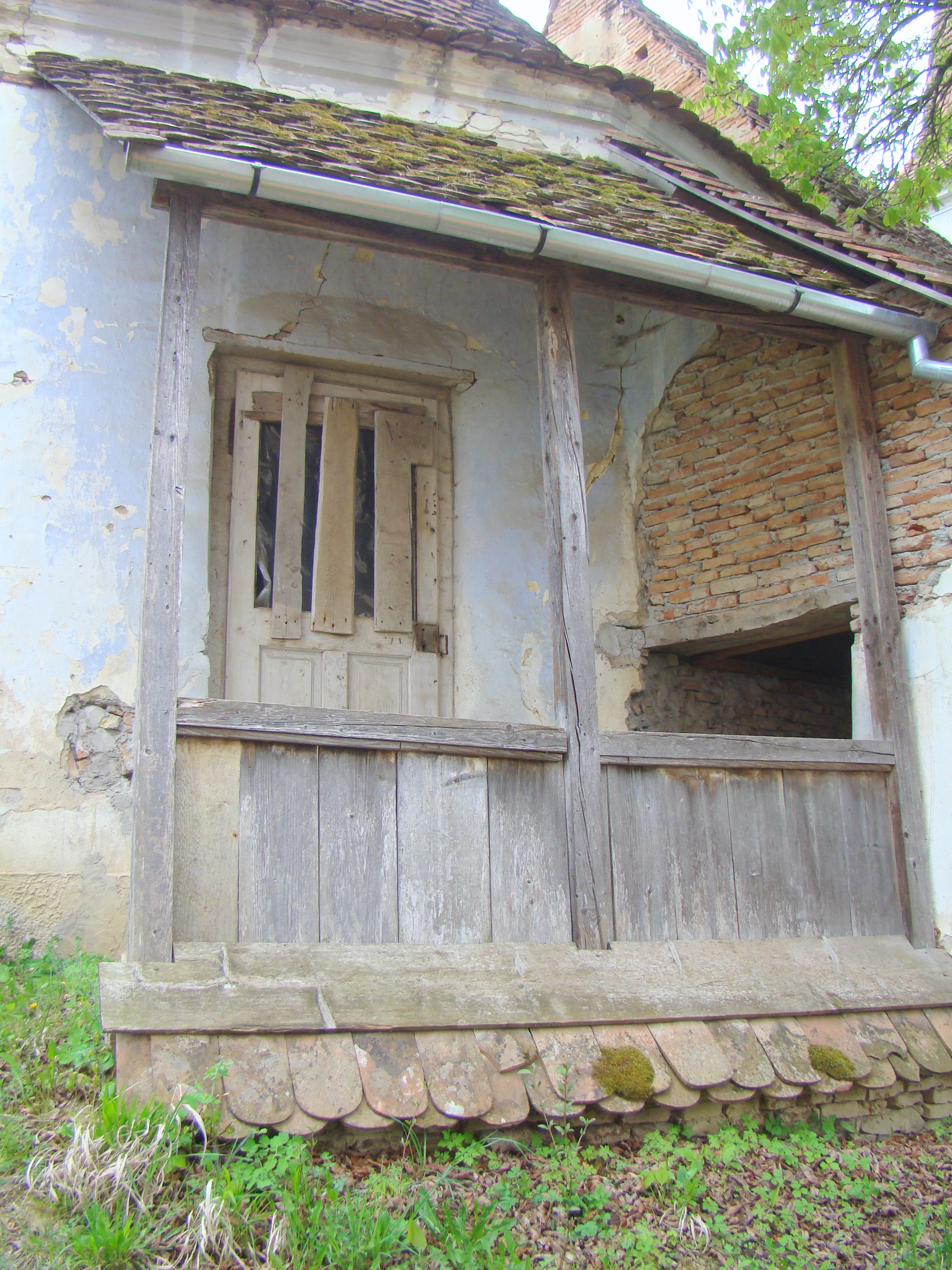
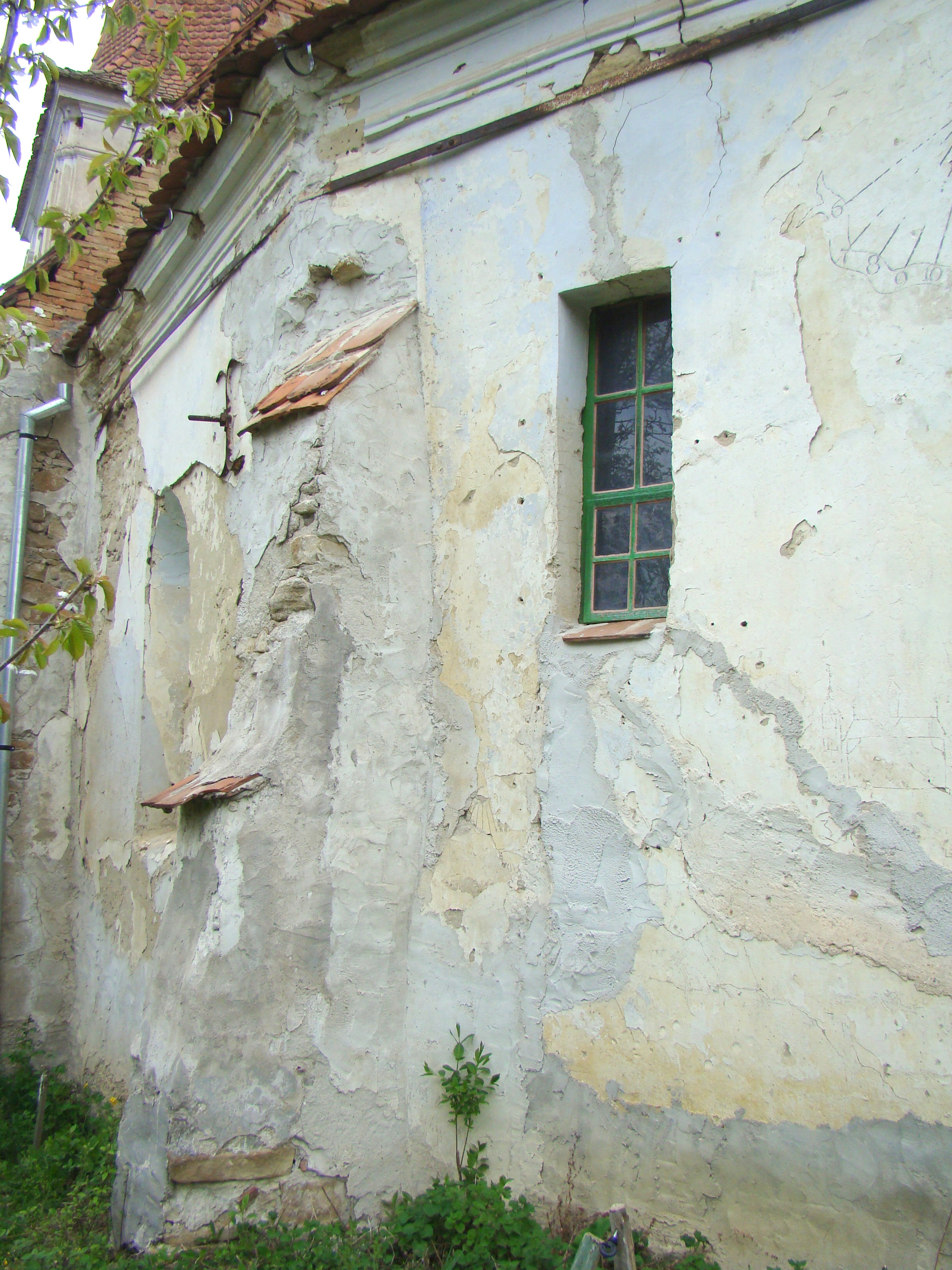
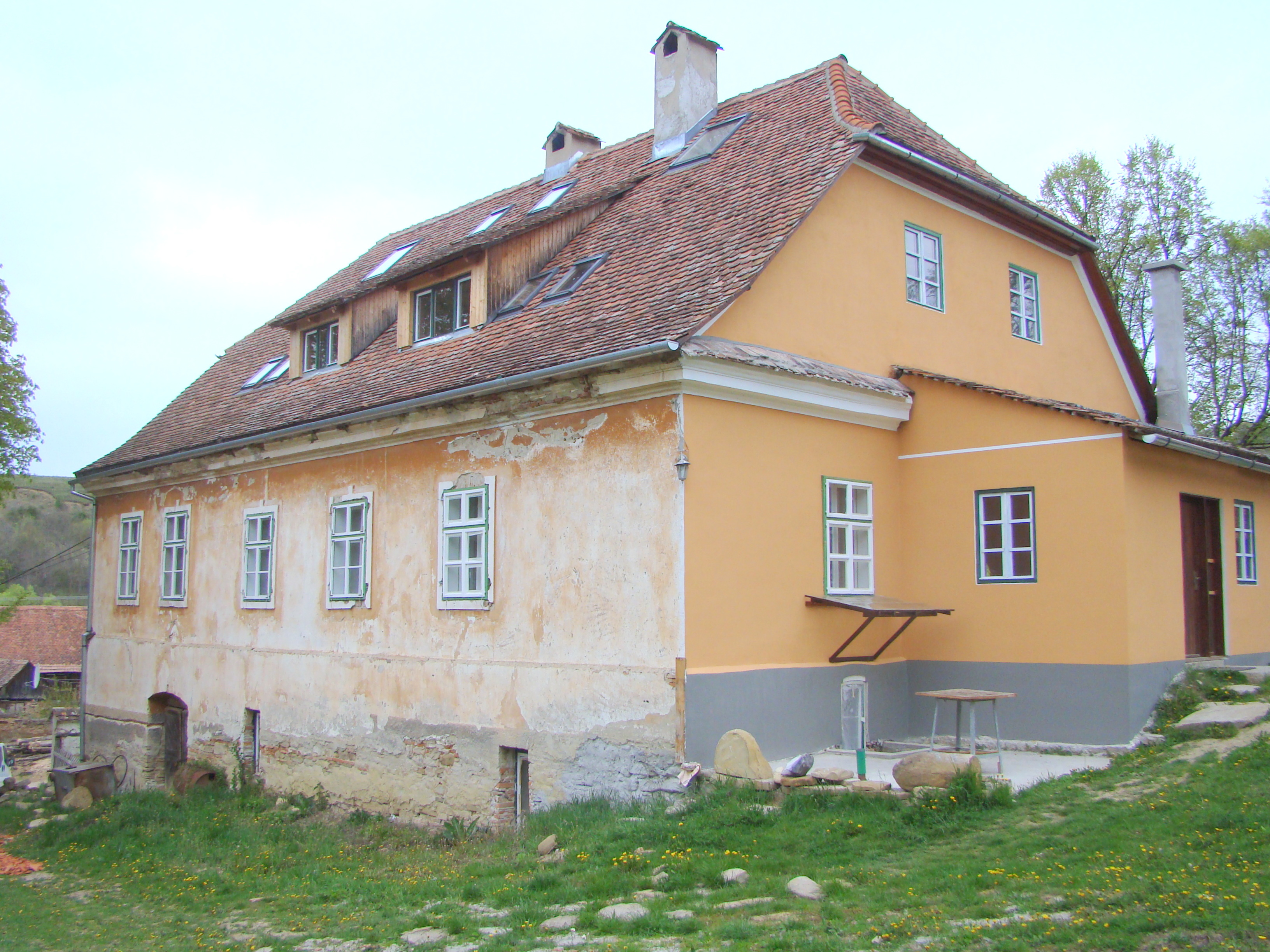
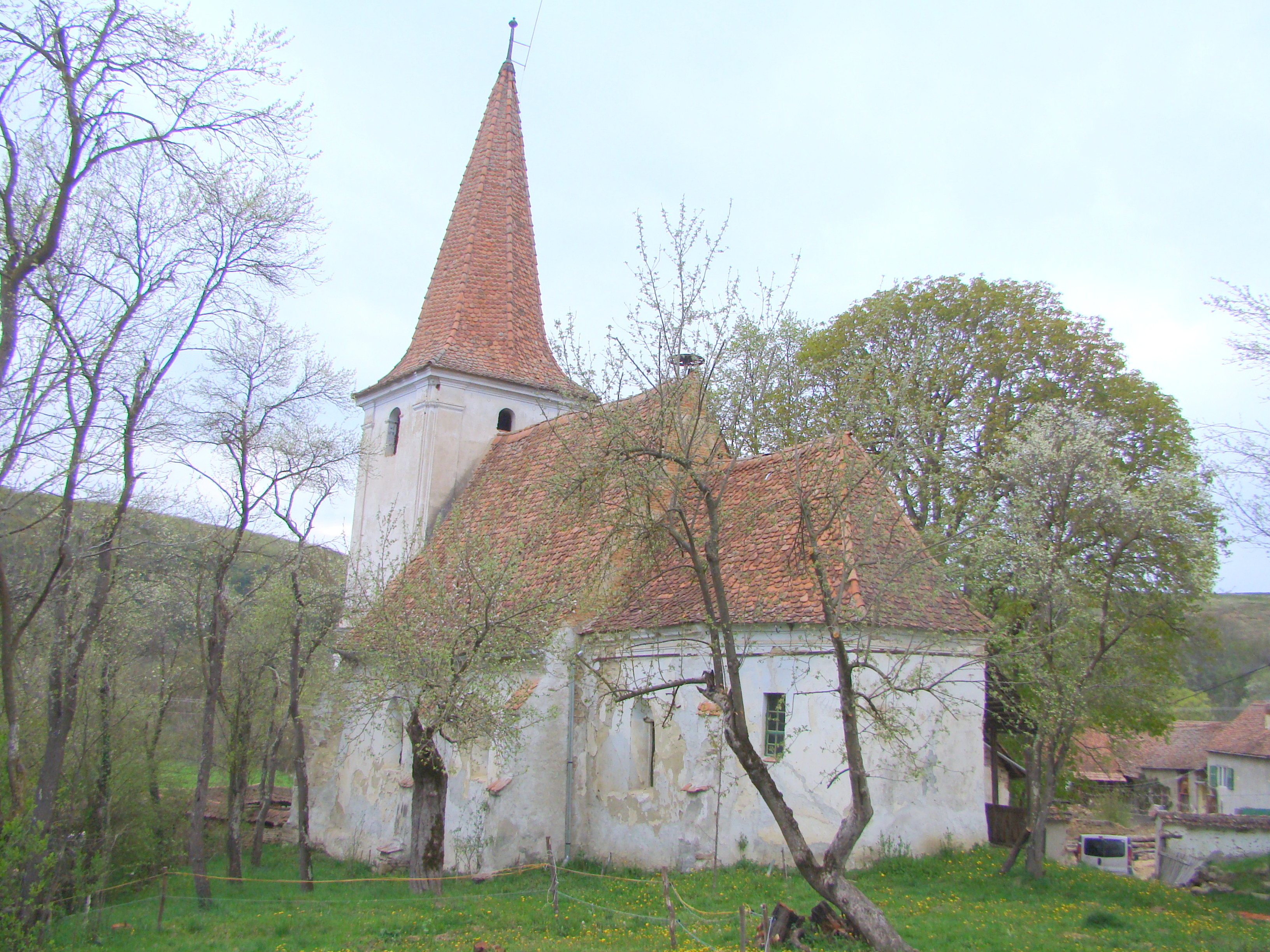
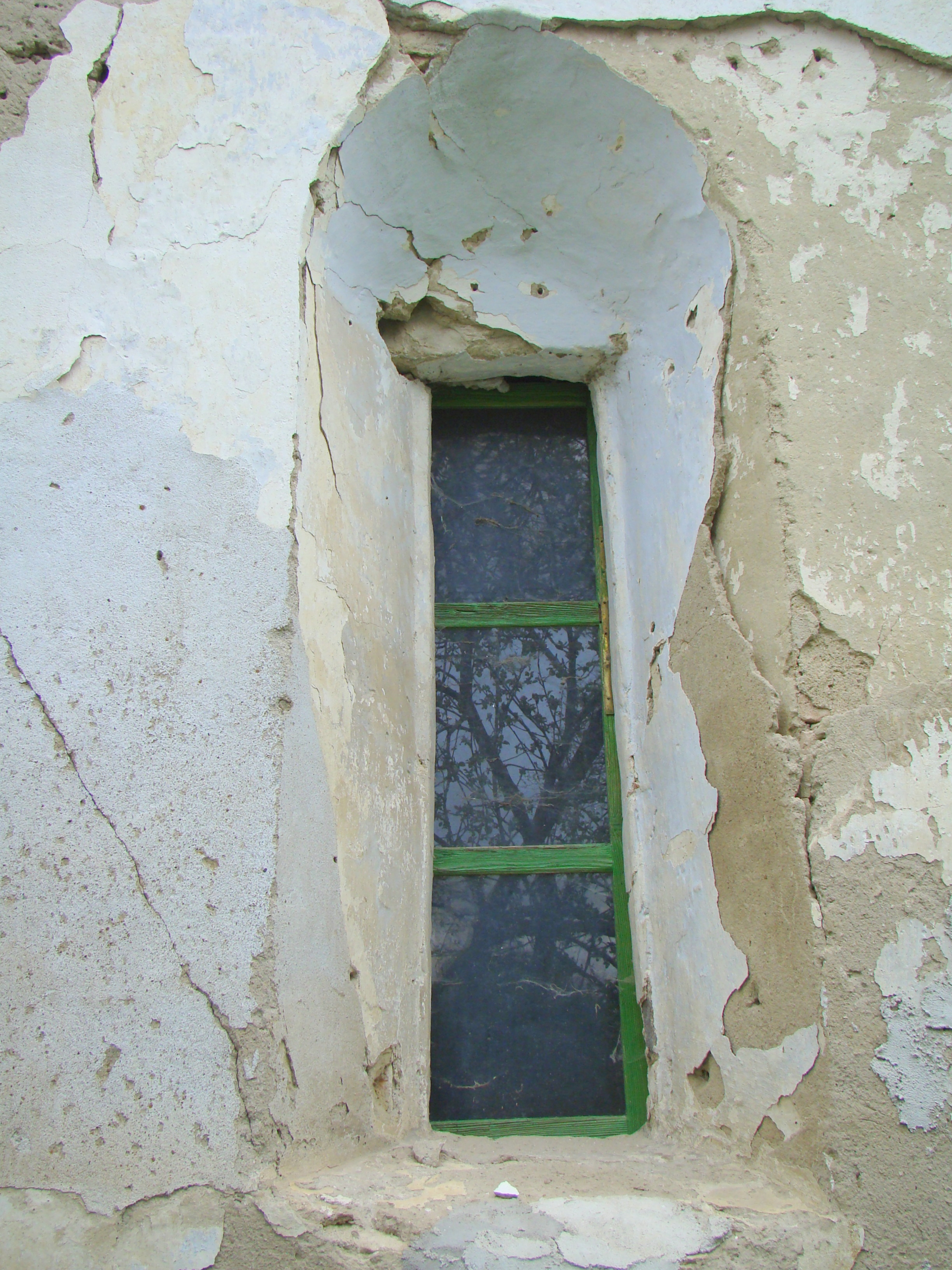
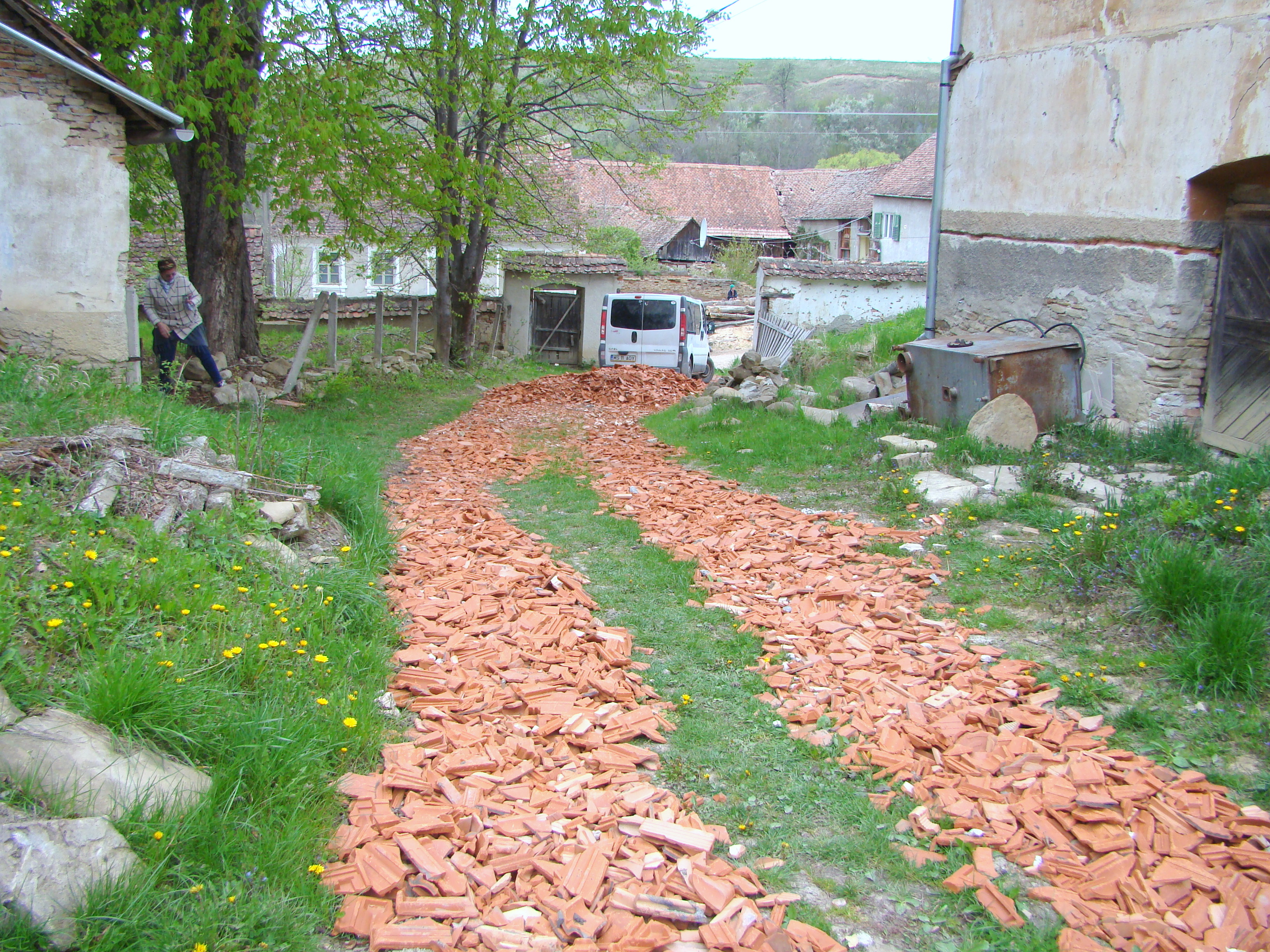
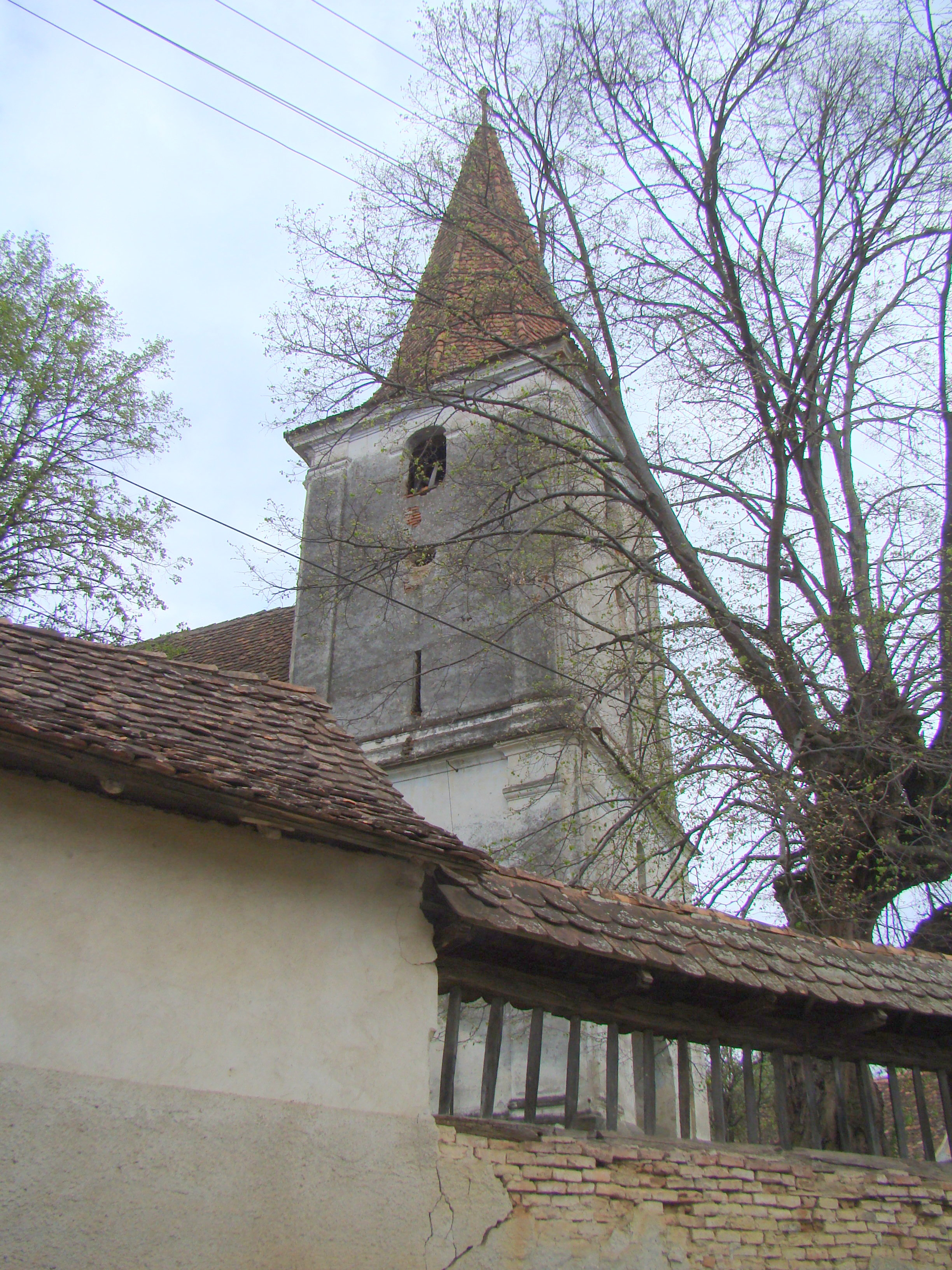
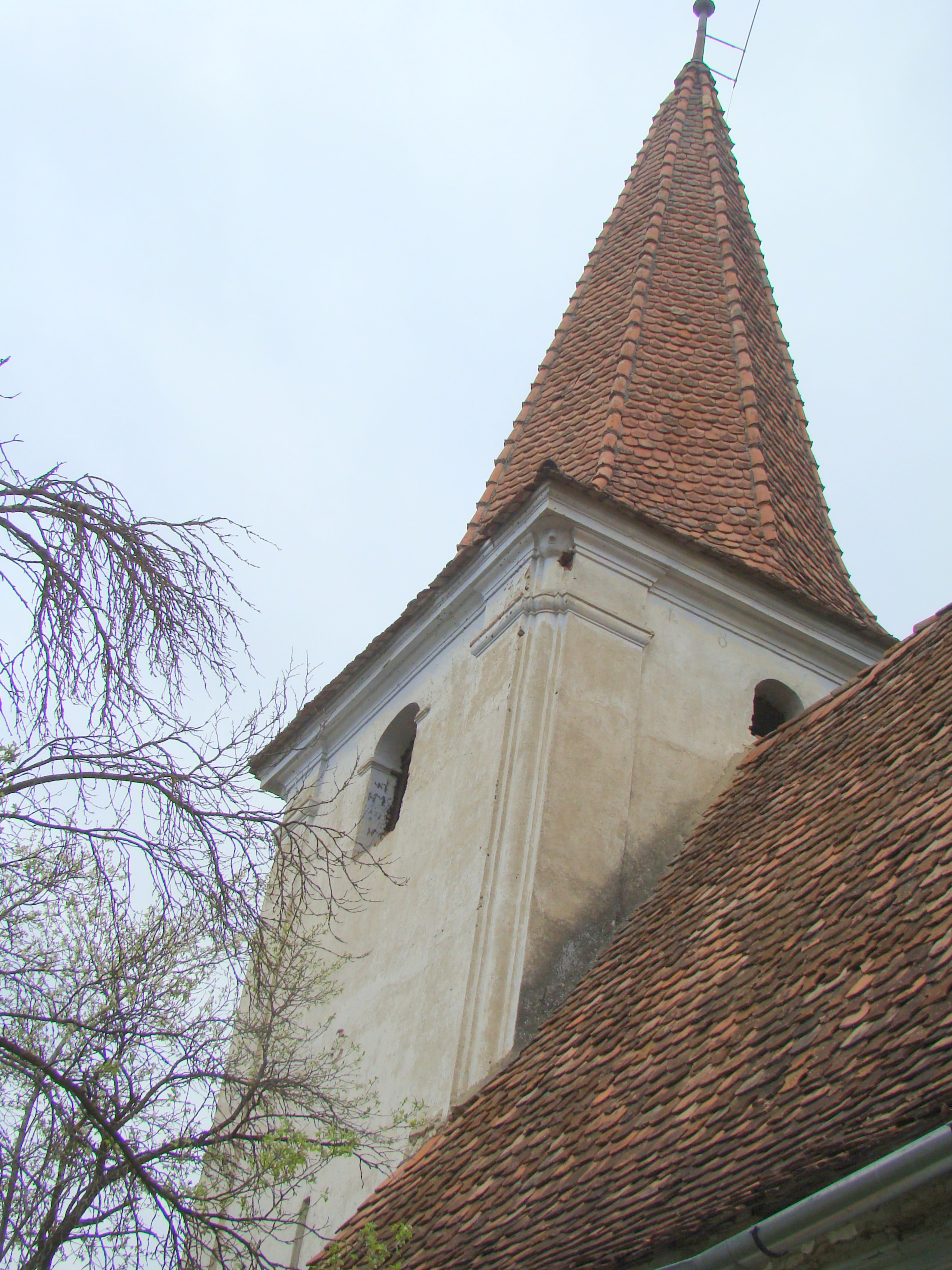
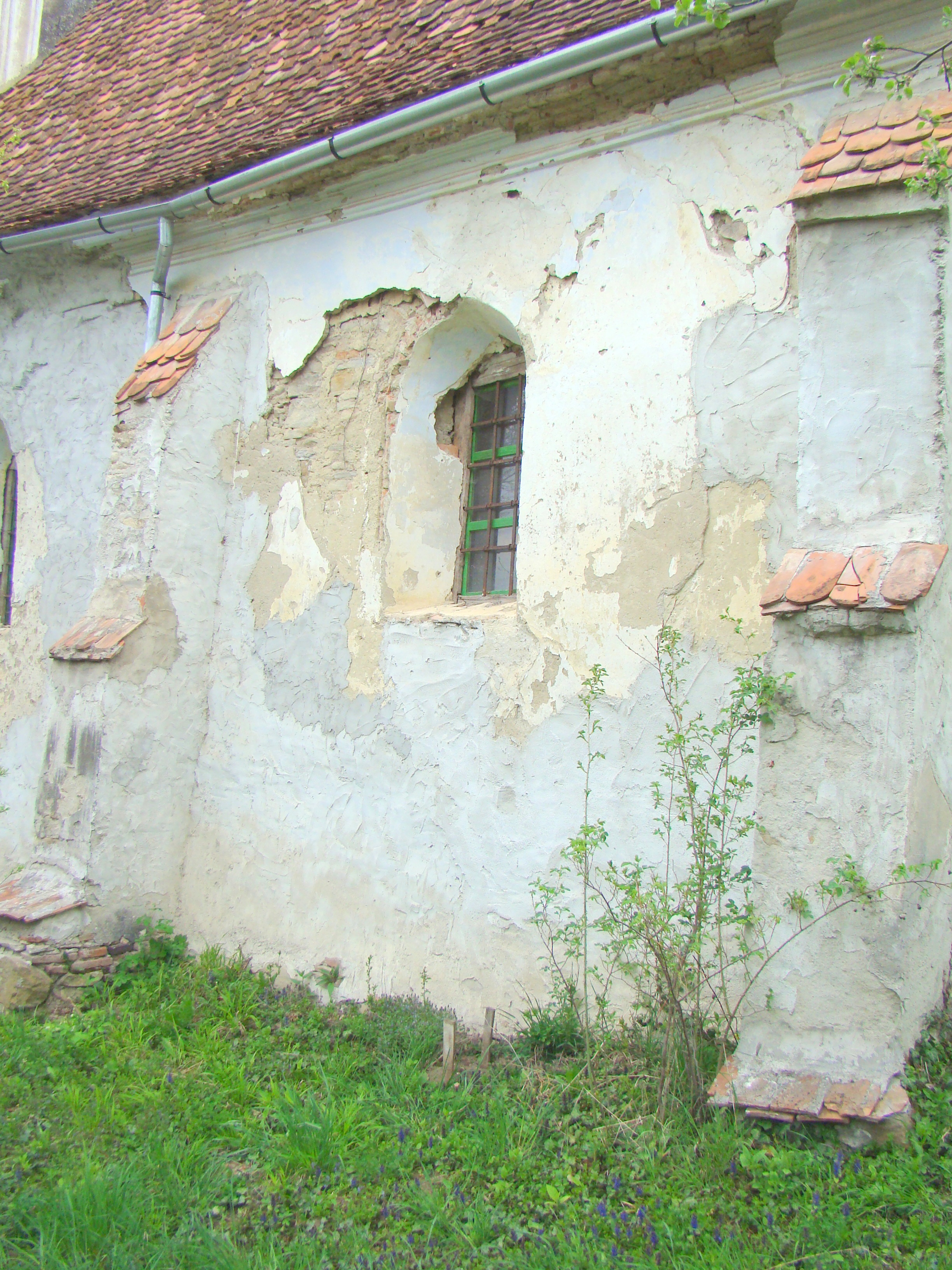
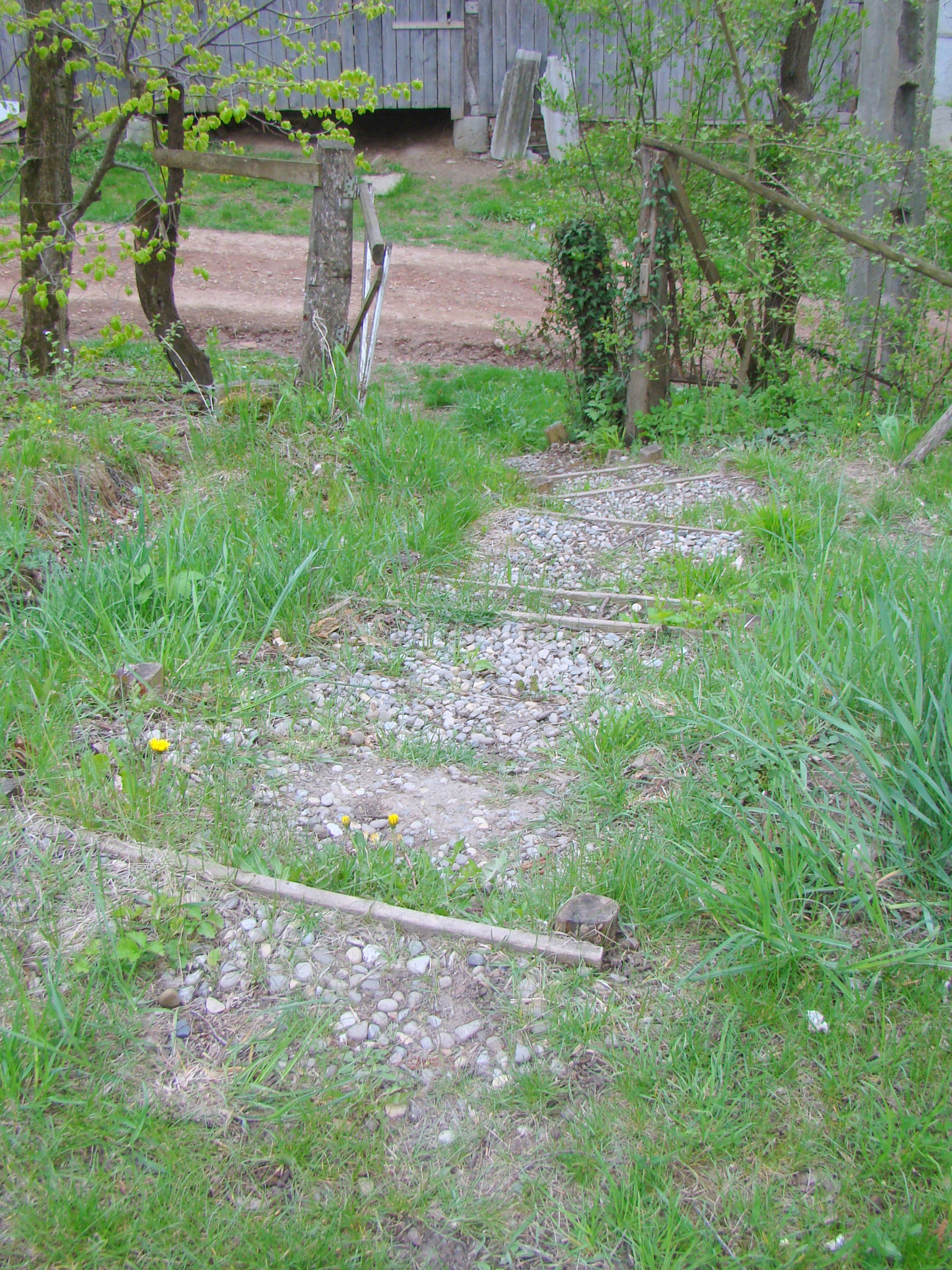
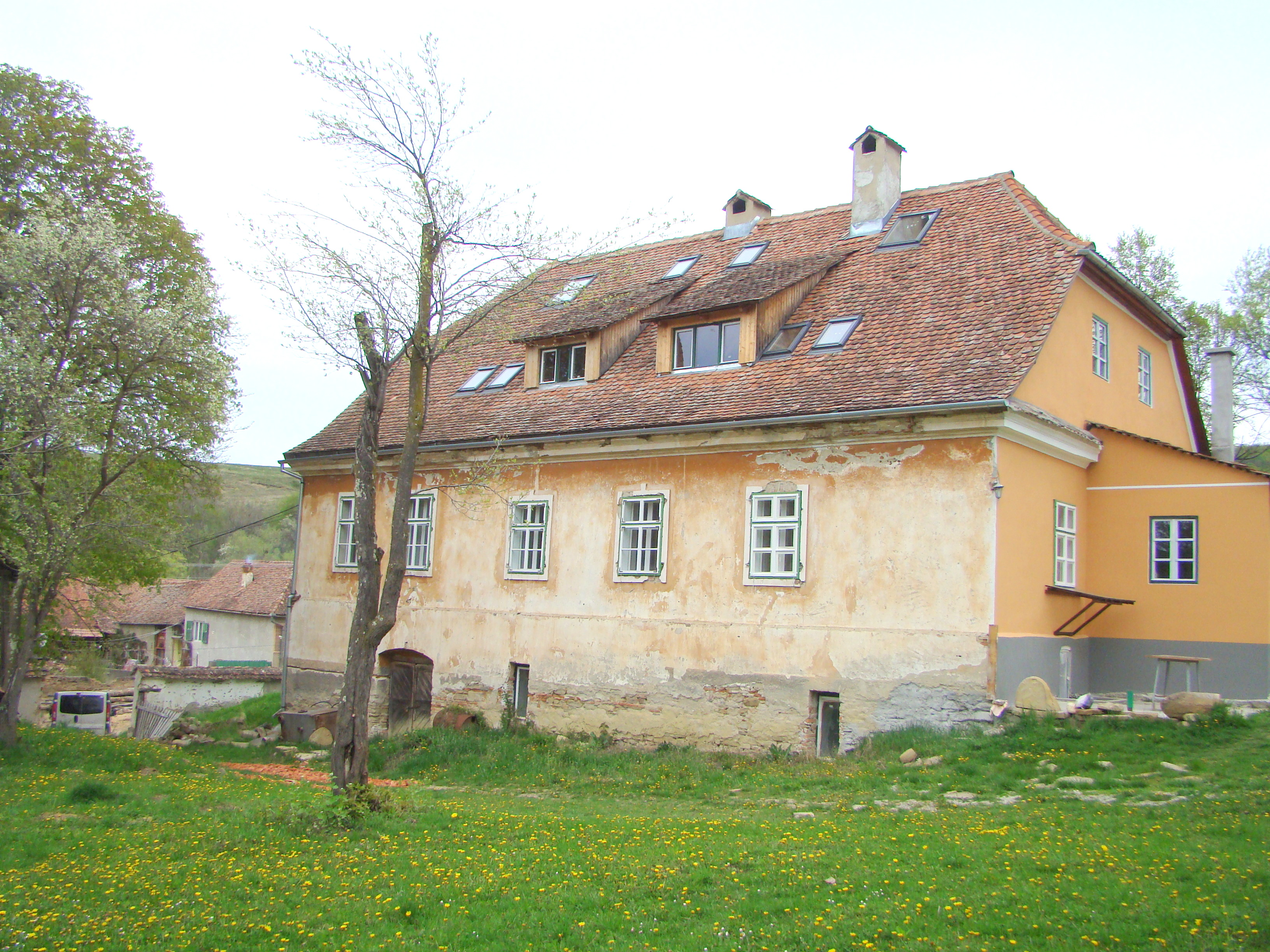

## Imagini din interior

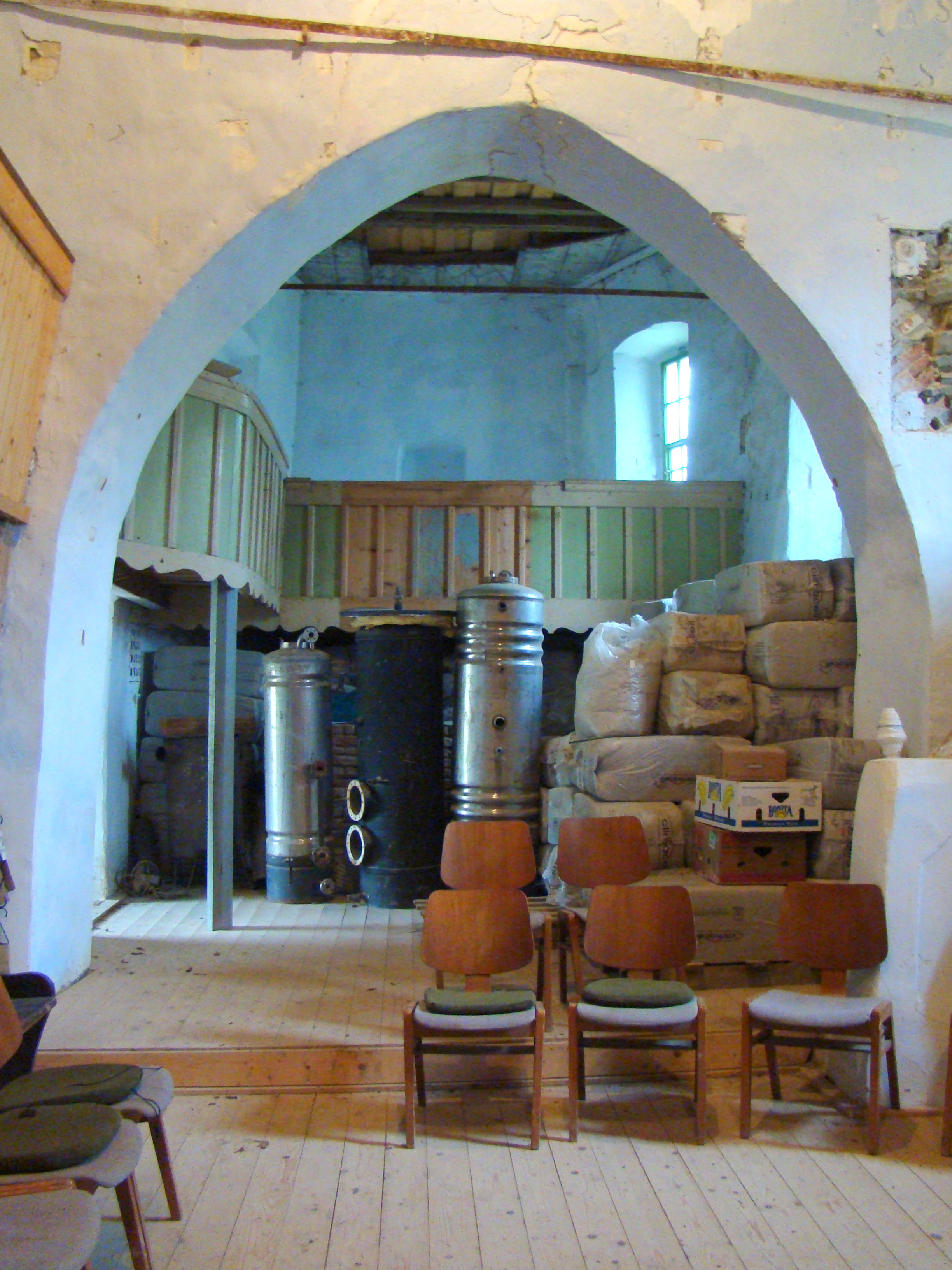
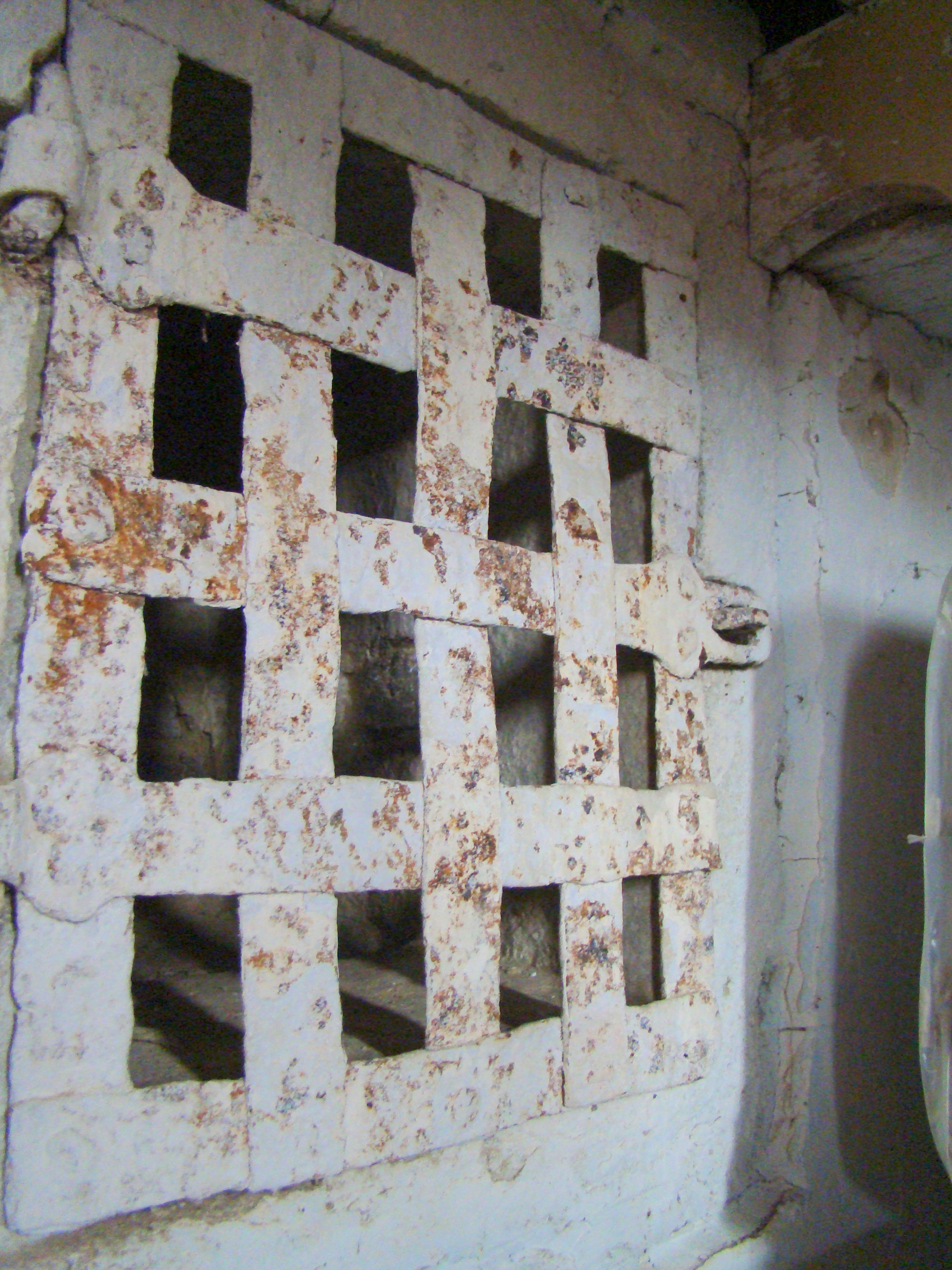
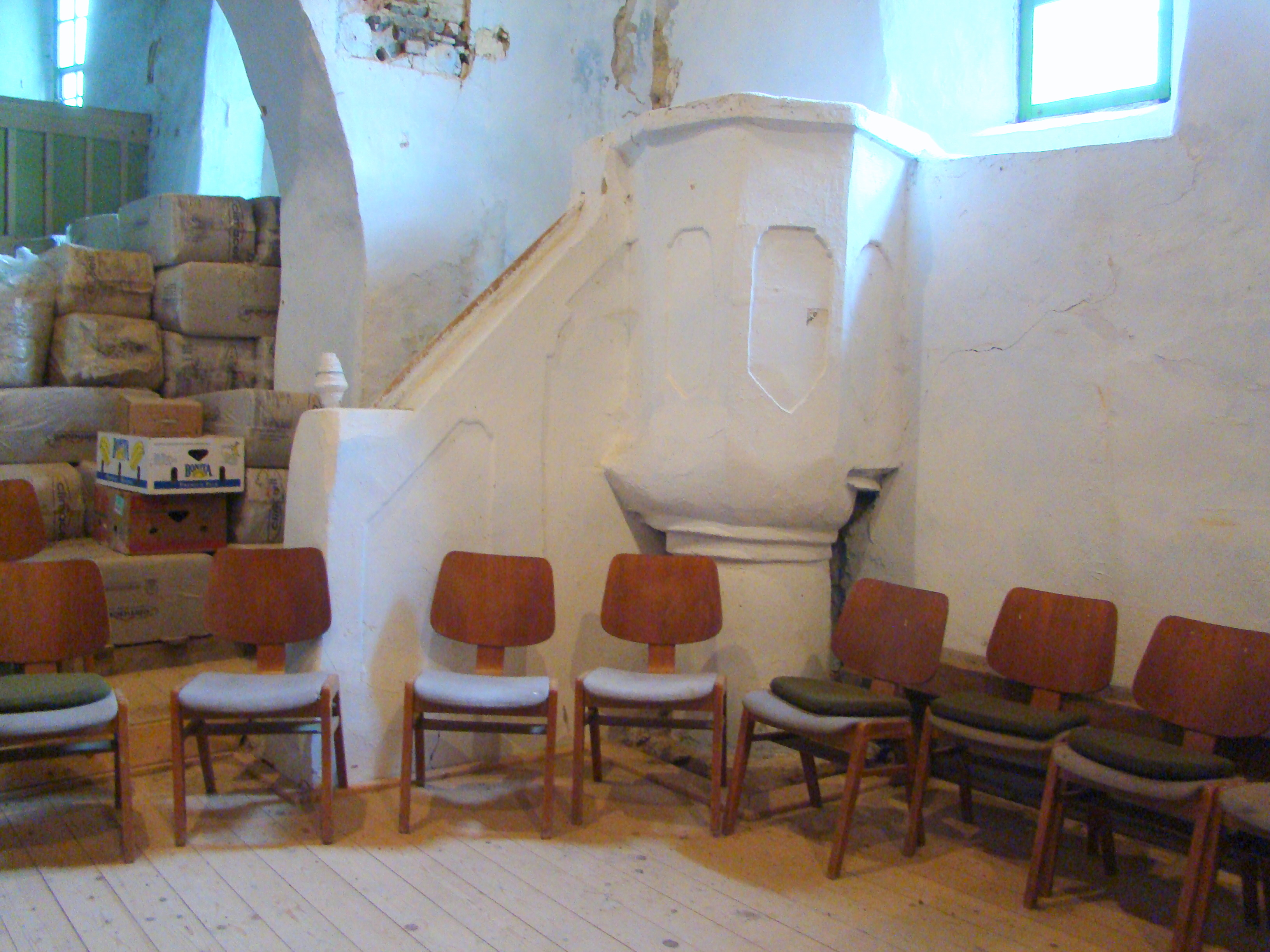
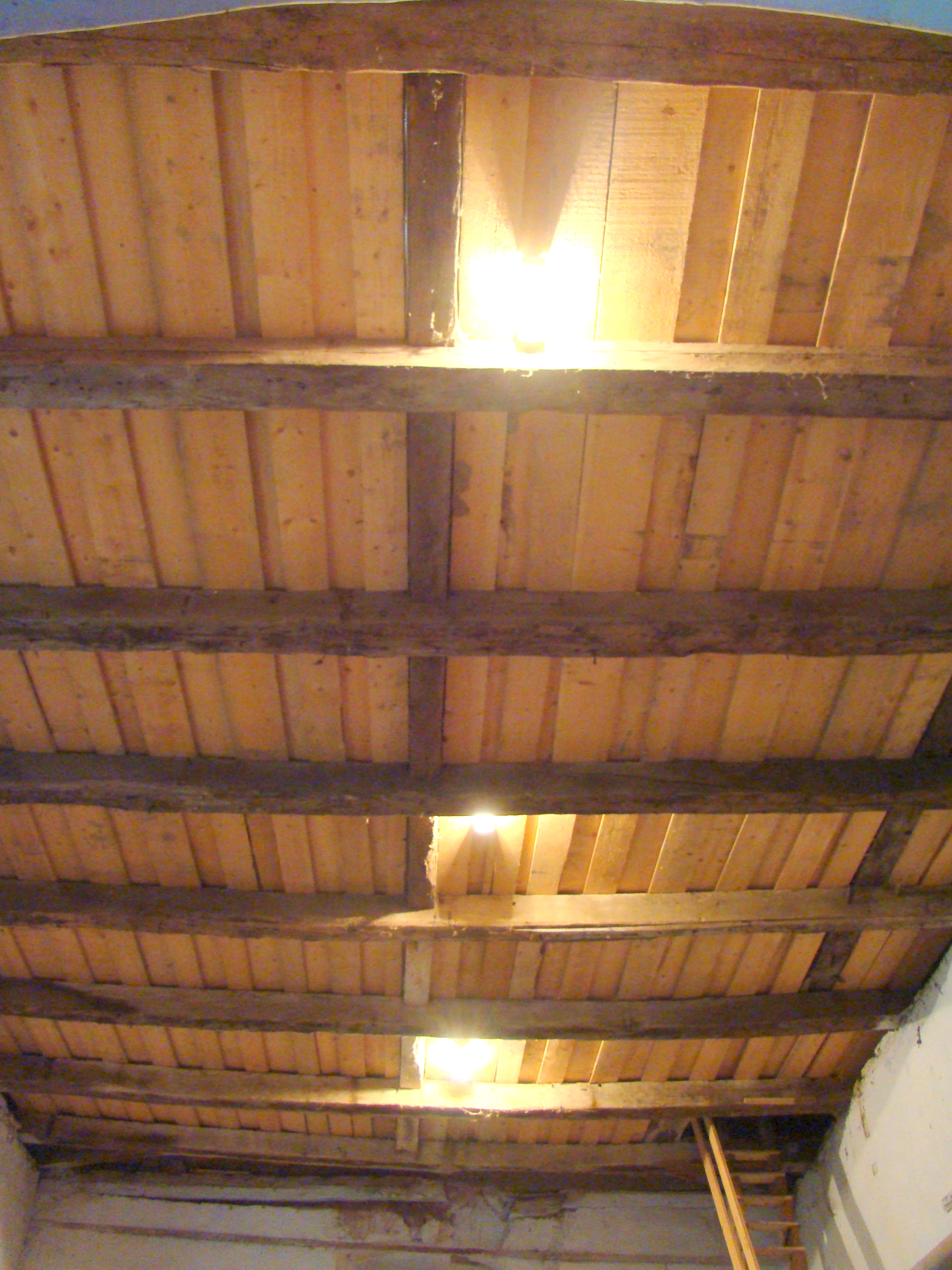
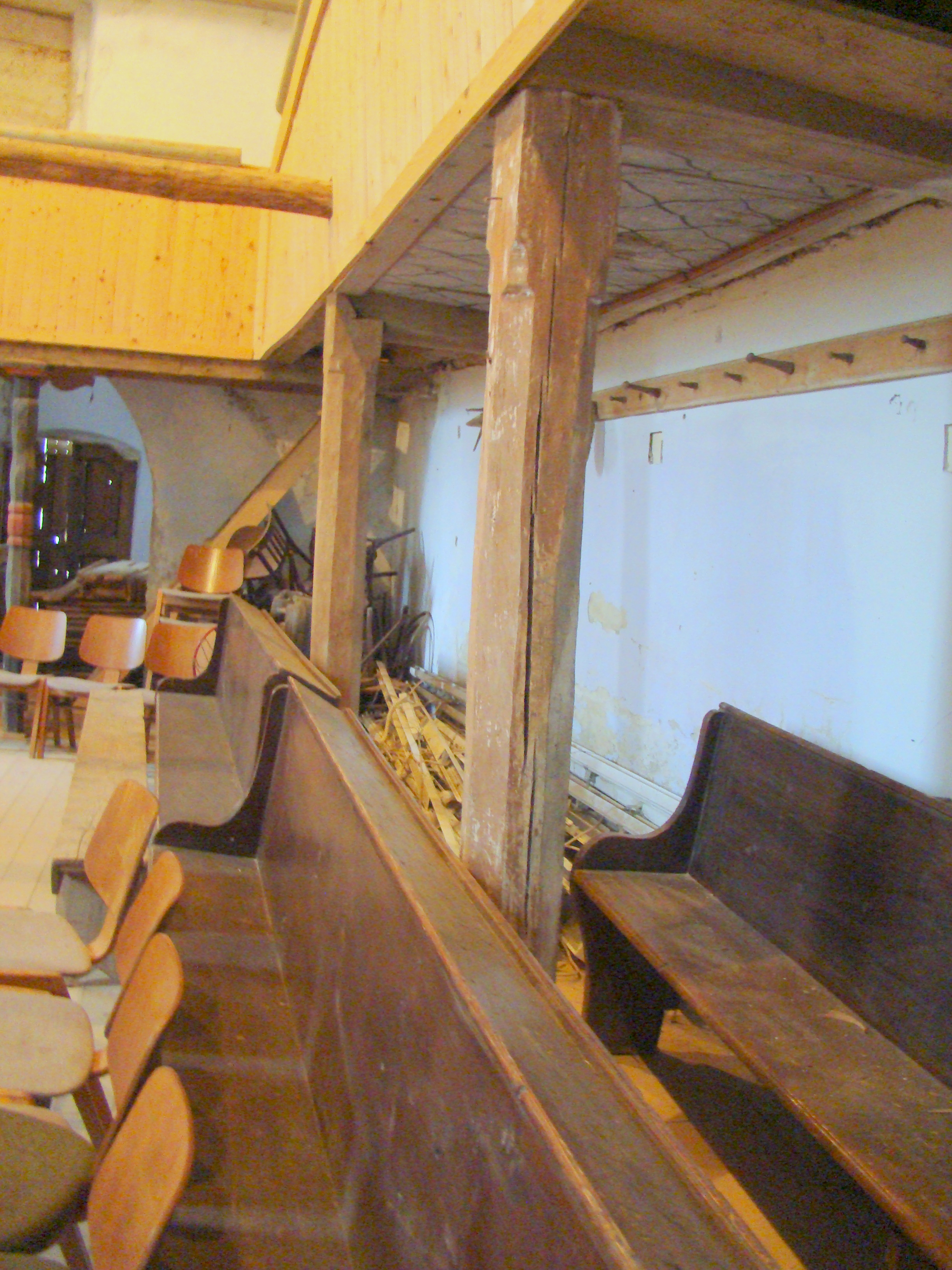
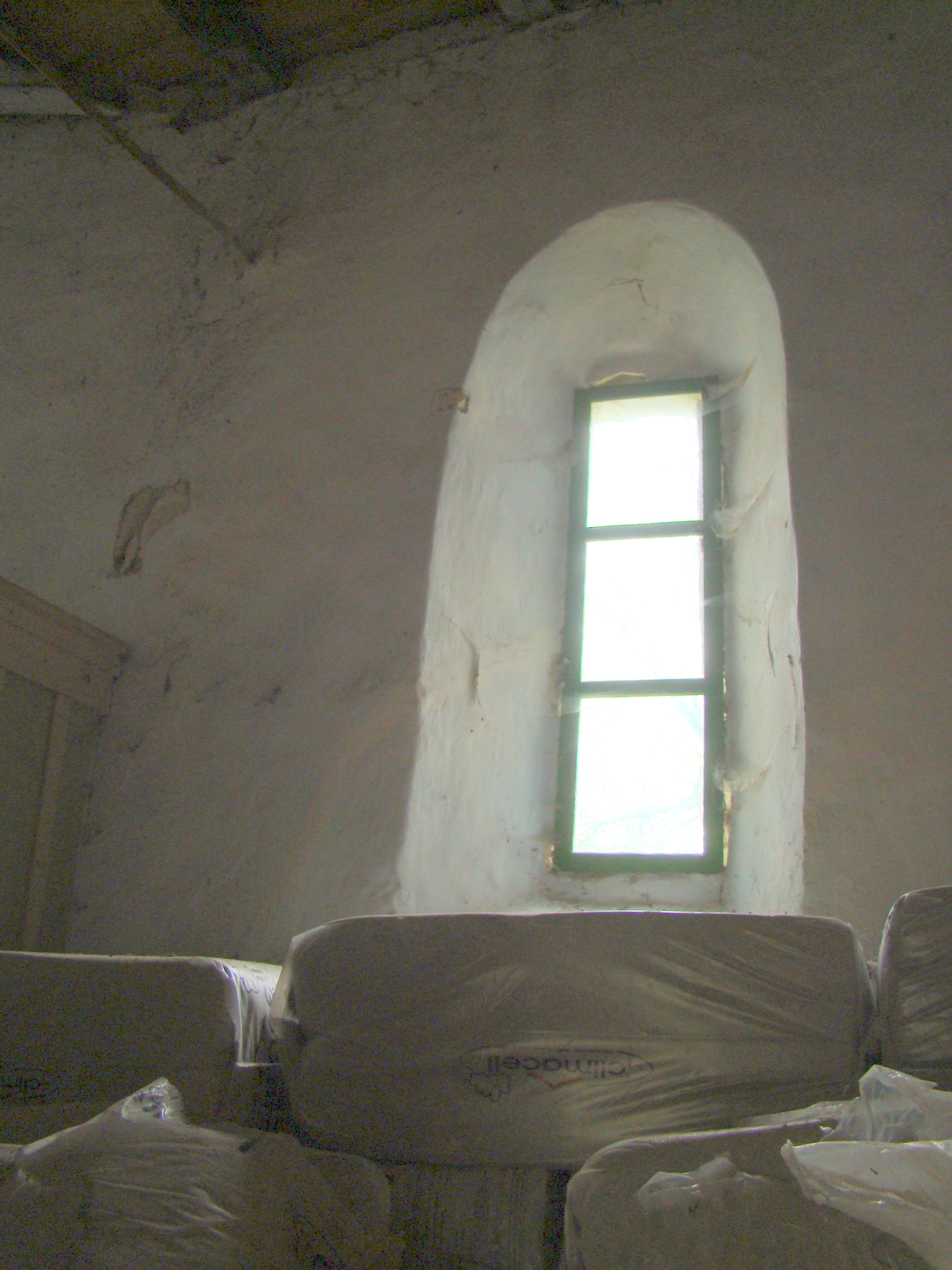
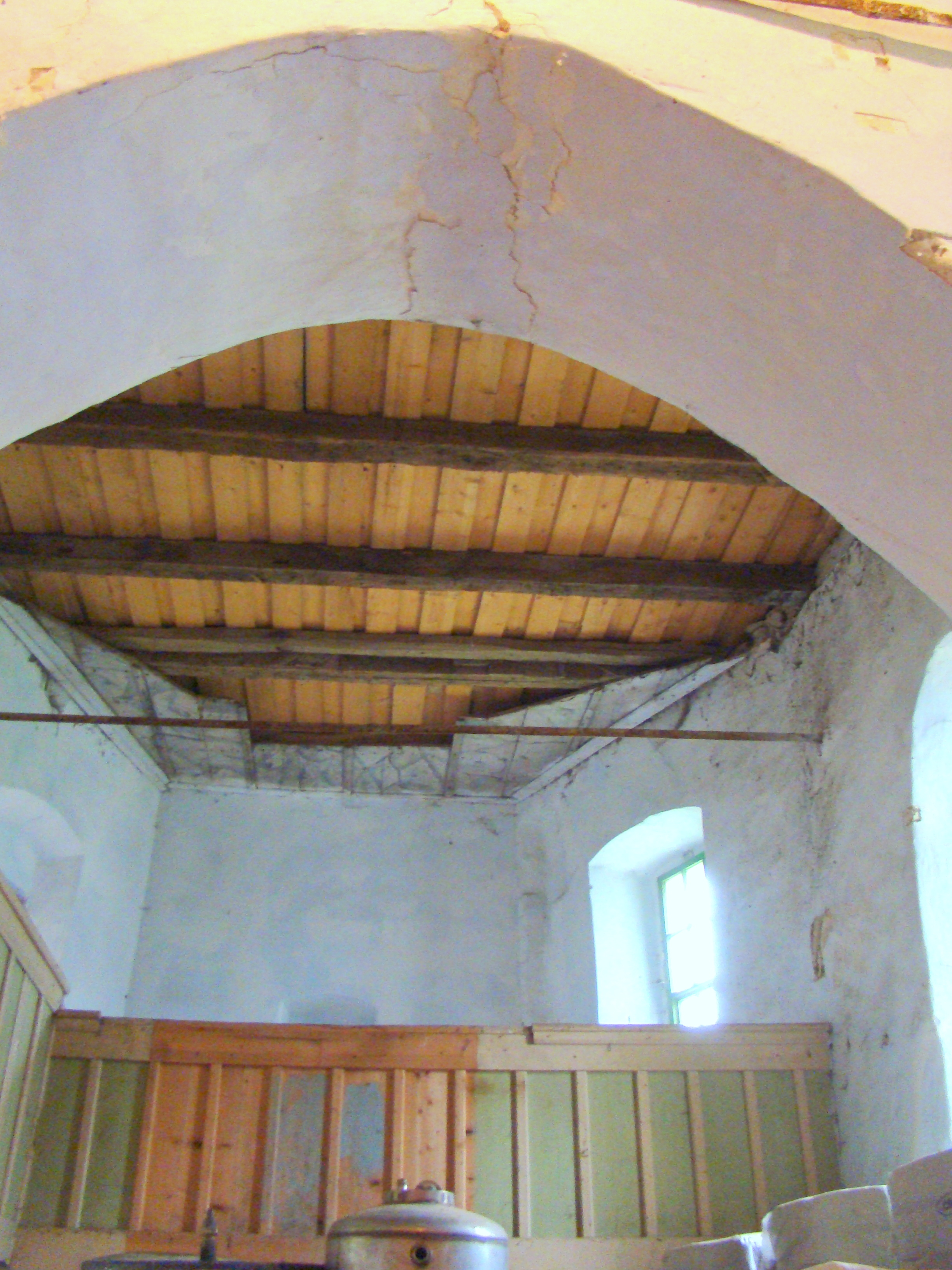
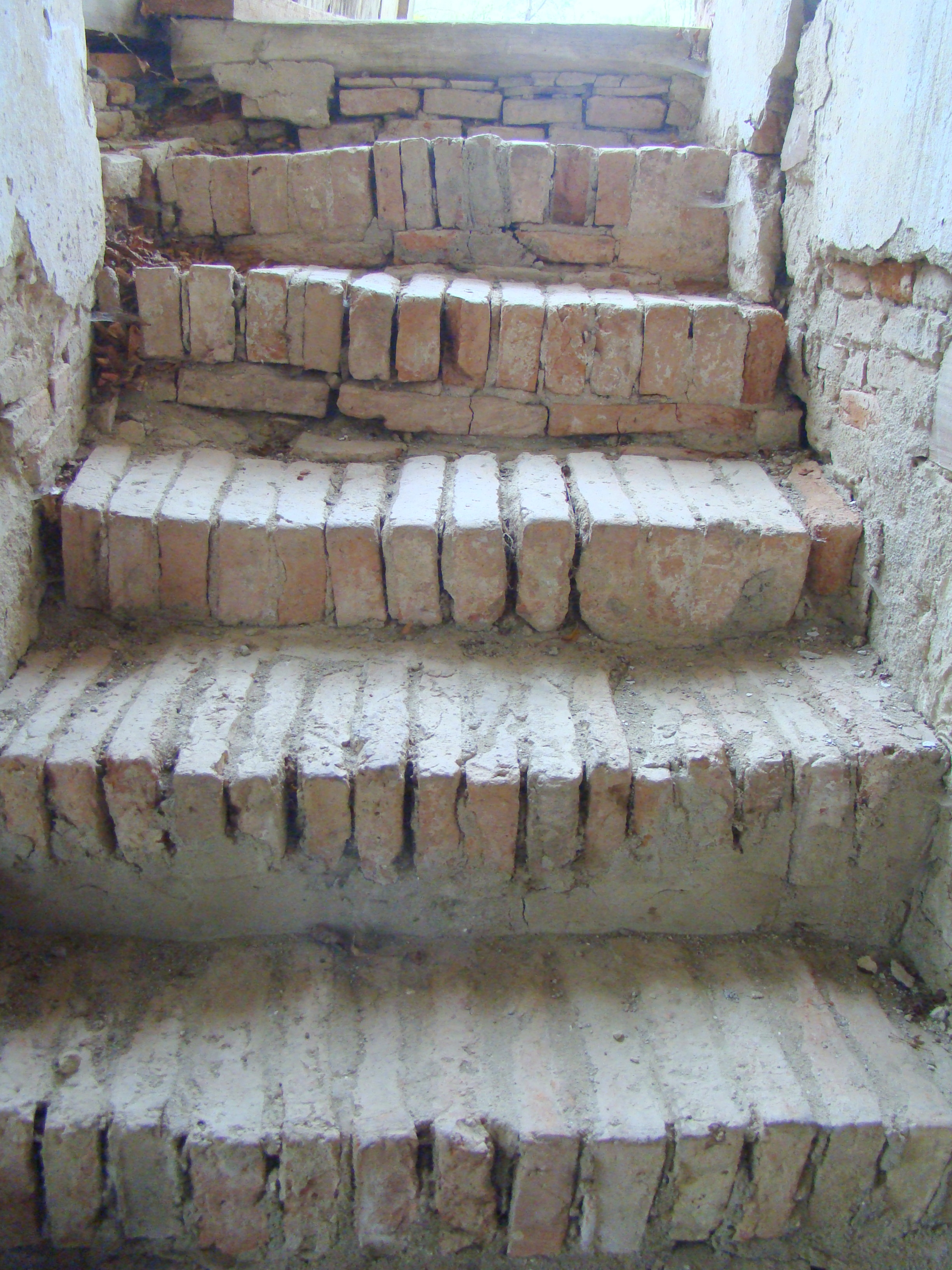
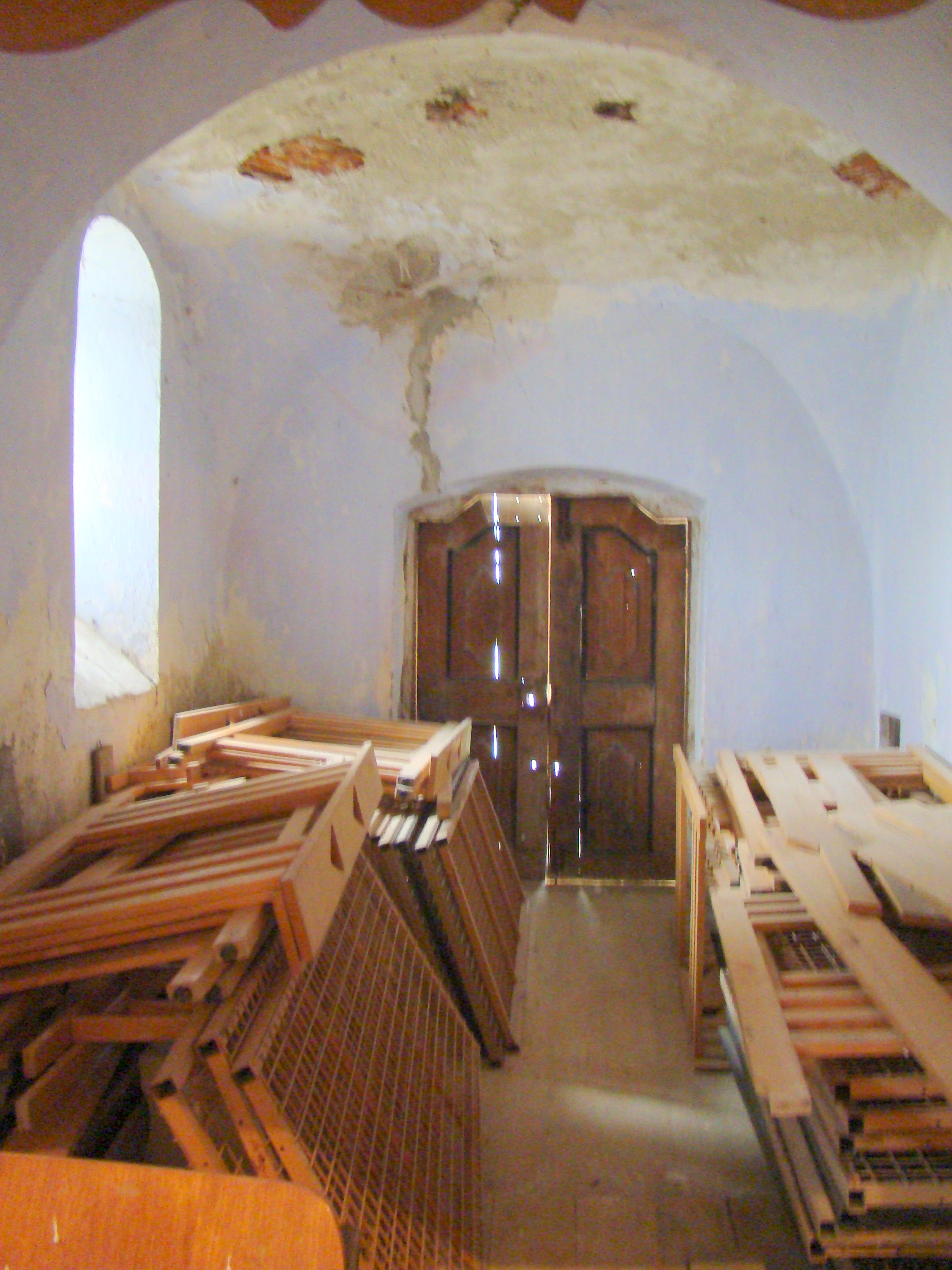
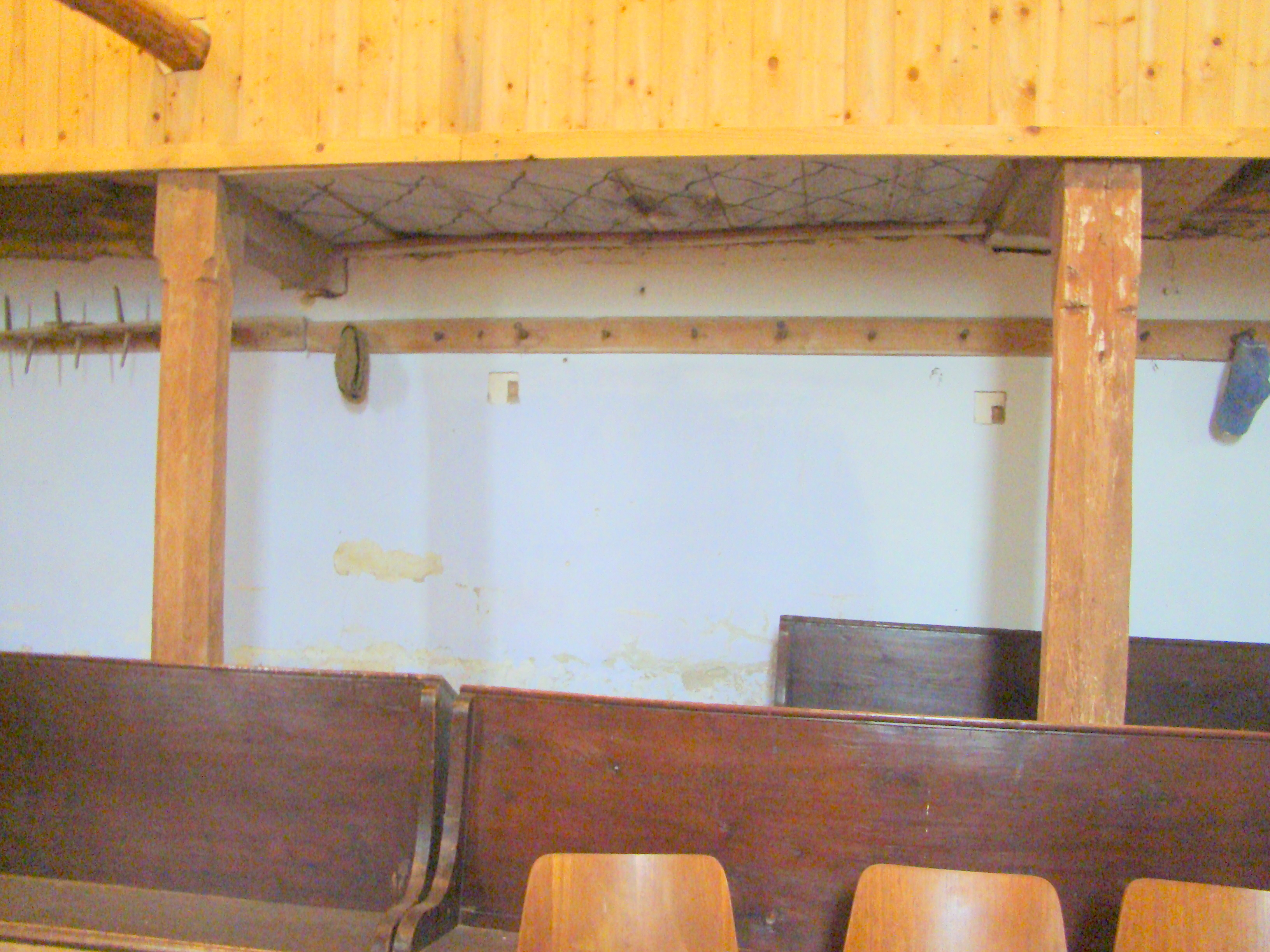
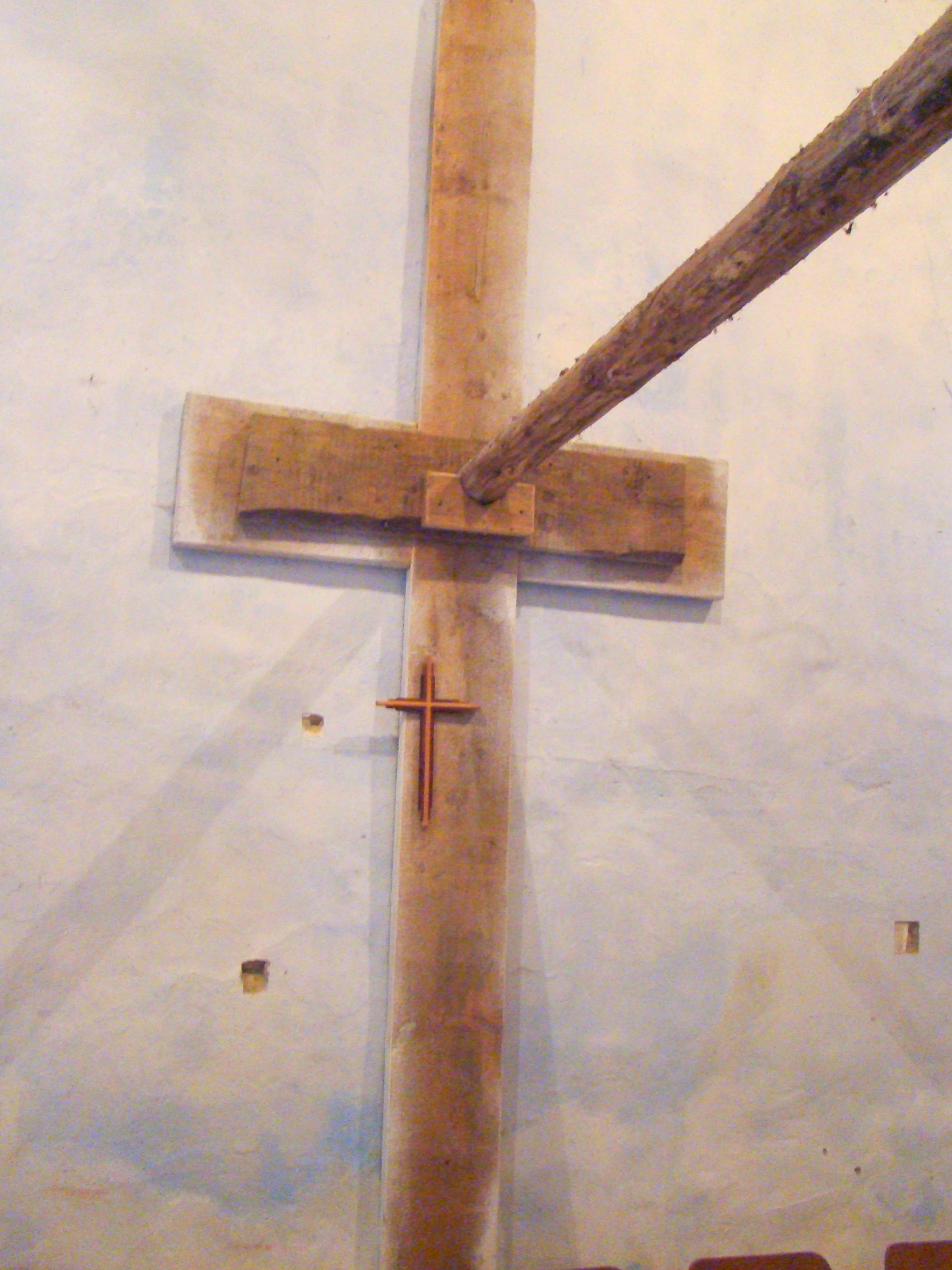
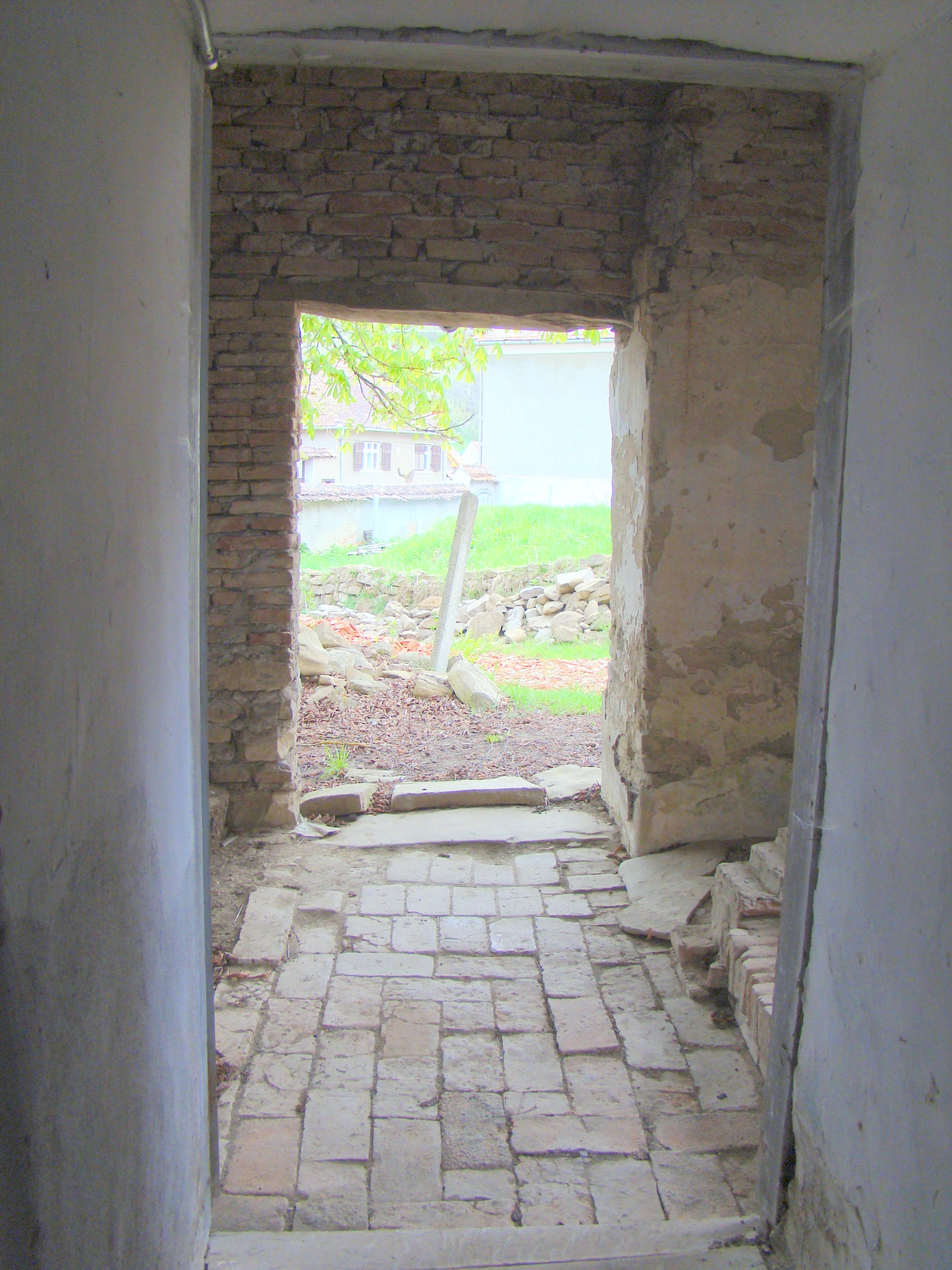

## Vezi și
- Vulcan, Mureș